# 李英 (光绪进士)
李英（?—?），安徽省安慶府太湖縣人，清朝政治人物、同進士出身。

## 生平
光緒二十年（1894年），参加光緒甲午科殿試，登進士三甲15名。同年五月，授内阁中书。